# フェニルアラニン-2-モノオキシゲナーゼ
フェニルアラニン-2-モノオキシゲナーゼ（phenylalanine 2-monooxygenase）は、フェニルアラニン代謝酵素の一つで、次の化学反応を触媒する酸化還元酵素である。
L-フェニルアラニン + O2 {\displaystyle \rightleftharpoons } 2-フェニルアセトアミド + CO2 + H2O
反応式の通り、この酵素の基質はL-フェニルアラニンとO2、生成物は2-フェニルアセトアミドとCO2とH2Oである。
組織名はL-phenylalanine:oxygen 2-oxidoreductase (decarboxylating)で、別名にL-phenylalanine oxidase (deaminating and decarboxylating)、phenylalanine (deaminating, decarboxylating)oxidaseがある。